# Heavenly Sweetness
Heavenly Sweetness  ist ein französisches Jazzlabel.
Das unabhängige Plattenlabel Heavenly Sweetness wurde 2007 von Franck Descollonges (der zuvor bei Virgin Music France als Projektmanager tätig war) und Antoine Rajon (zuvor künstlerischer Leiter des Labels Isma) gegründet und hat seinen Sitz in Paris. Auf dem Label erschienen seitdem Wiederveröffentlichungen von Aufnahmen der Jazzlabel Blue Note Records oder Strata-East Records aus den 1960- und 1970er Jahren in LP- und CD-Form, etwa von Curtis Amy/Dupree Bolton, John Betsch, Art Blakey, Don Cherry, Kenny Dorham, Duke Ellington (Money Jungle),  Grant Green, Andrew Hill, Elvin Jones, Freddie Hubbard (Breaking Point), Bobby Hutcherson, Blue Mitchell, Grachan Moncur III, Duke Pearson, Sam Rivers, Art Taylor und Harold Vick. Auf dem Label erschienen auch Neuaufnahmen u. a. von  Chilly Gonzales, Doug Hammond,  Anthony Joseph, Byard Lancaster, Gregory Porter sowie Hip-Hop- und Soul-Platten von Guts, Solis Lacus und Blundetto.